# Shitao
Shitao, Yuanji Shih T'ao (石涛 pinyin: Shi Tao) cuyo nombre real es Ruoji Zhu (1642 - 1707) fue un pintor y calígrafo chino.
Formó parte del denominado Grupo de los cuatro monjes (junto con Hong Ren, Kun Ca y Zhu Da). Éstos no aceptaban la costumbre artística de copiar a los grandes maestros. Aquí hay que tener presente que durante el período dinástico de los Ming el arte cae en el “academicismo”, más allá de aportar nuevas propuestas pictóricas, se mantiene vive la herencia de los antiguos maestros. La originalidad de Shitao radica en el su esfuerzo por aplicar, de manera artística, todas las corrientes de pensamiento. Esto supone la imposibilidad de dar una definición concreta de su arte. Sus inquietudes le encaminaron hacia un uso muy variado de técnicas pictóricas y una obra que preserva una mirada curiosa e innovadora. Sus reflexiones y su pintura son una búsqueda constante en torno al misterio mismo de la creación artística y del destino del hombre. Manifestó siempre sus tormentos y sus peses, quería ante todo encontrar su identidad. Su formación le capacita para fundir la cosmología antigua del pensamiento taoísta, la filosofía del budismo chan y el pensamiento confuciano, elevando su ideología por encima de dogmatismos y clasificaciones.

## Biografía
Nacido en Quanzhou, provincia de Guangxi. Shitao tenía sangre real, ya que su familia descendía del hermano mayor de Zhu Yuanzhang, fundador de la dinastía Ming de China. Shitao, tuvo que huir al instaurarse la dinastía Qing  de origen manchú, cuando tan solo era un niño. Salvó su vida con la ayuda de unos sirvientes de la familia. Desde entonces creció en el anonimato. Para sobrevivir, vivió refugiado en varios monasterios.
Su primer maestro es Chen Yidao (1647-1661), con quien realiza su primer álbum de pintura en 1655 con el título: Cincuenta y seis pinturas de orquídeas. Desde 1662 hasta 1664, en Songjiang , fue alumno de Lü'an Benyue (-1676), maestro budista del emperador Shunzhi. Su “maestro en el pensamiento Chan”, Lü´an Benyue le hice comprender que el viaje era necesario para su aprendizaje, y lo envió a Xuancheng, donde Shitao permaneció durante 14 años, desde 1666 hasta 1679. Fue en medio de estos paisajes montañosos que pintó algunas de sus principales obras.
En 1679 o 1680, cuando la situación política se había estabilizado, realizó una estancia en Nankín  que le reportó reconocimiento social y artístico. Hizo frecuentes viajes a Yangzhou durante este período.
Desde 1689 hasta 1691 o 1692, vivió en Beijing donde aprendió a conocer los clásicos chinos. Colaboró allí con otros pintores de una escuela más tradicional, en particular los Cuatro Wangs, y también ejerció una influencia decisiva en los Ocho Excéntricos de Yangzhou. También mantenía una correspondencia sostenida con su pariente Zhu Da, intercambiando cartas y pinturas.
Convertido en un maestro reconocido por sus compañeros, en 1693 se retiró, sin embargo, en una sencilla casa de campo cerca de Yangzhou, donde, convertido al taoísmo, permaneció hasta su muerte. Una carta a Zhu Da sugiere que Shitao pudo haber renunciado a su vocación de monje y haber formado una familia. Viviendo de sus pinturas y de su caligrafía, una enfermedad redujo su movilidad y poco a poco le impidió pintar. Morí en Yangzhou alrededor de 1719-20.
Tuvo varios sobrenombres, entre los cuales, los más conocidos son el Viejo de Qingxiang, el Discípulo de la Gran Pureza, el Monje Calabaza Amarga o el Venerable Ciego.
Shitao siguió las enseñanzas del zen pero también cultivó los pensamientos de Lao-tse y de Chuang-tzy. Sobre todo en su edad avanzada tuvo ocasión de ser un fiel del Taoísmo.

## Arte
Shitao es uno de los pintores individualistas más famosos de los primeros años de la dinastía Qing. El arte que creó fue revolucionario en su transgresión de las técnicas y estilos rígidamente codificados que dictaban lo que se consideraba bello. La imitación se valoraba más que la innovación, y aunque Shitao estaba claramente influenciado por sus predecesores (concretamente Ni Zan y Li Yong), su arte rompe con el de ellos de varias formas nuevas y fascinantes.
Sus innovaciones formales en la representación incluyen la atención al acto de pintar en sí mismo mediante el uso de lavados y pinceladas audaces e impresionistas, así como un interés en la perspectiva subjetiva y el uso del espacio negativo o blanco para sugerir la distancia. Las innovaciones estilísticas de Shi Tao son difíciles de situar en el contexto de la época. En un colofón fechado en 1686, Shitao escribió: "En pintura, están las escuelas del Sur y del Norte, y en caligrafía, los métodos de los Dos Wang (Wang Xizhi y su hijo Wang Xianzhi). Zhang Rong (443-497) comentó en una ocasión: "No lamento no compartir los métodos de los Dos Wang, sino que los Dos Wang no compartieron mis métodos". Si alguien me pregunta si yo [Shitao] sigo la Escuela del Sur o la del Norte, o si alguna de las dos escuelas me sigue a mí, me aguanto la risa y respondo: '¡Yo siempre uso mi propio método!'"
Shitao escribió varias obras teóricas, entre ellas Dichos sobre la pintura del monje calabaza amarga (Kugua Heshang). Insistió repetidamente en el uso de la "pincelada única" o la "línea primordial" como raíz de toda su pintura. Utiliza esta idea en las finas y sinuosas líneas de su pintura. Las grandes áreas en blanco de su obra también sirven para distinguir su estilo único. Otros escritos importantes son el ensayo Huayu Lu (Ronda de discusiones sobre la pintura), donde repite y aclara estas ideas, y también compara la poesía con la pintura. Su objetivo era utilizar la pintura para transmitir el mensaje del Budismo Chan sin el uso de palabras.
La poesía y la caligrafía que acompañan a sus paisajes son tan bellas, irreverentes y vívidas como las pinturas que complementan. Sus cuadros ejemplifican las contradicciones y tensiones internas del literati o artista erudito-aficionado, y han sido interpretados como una invectiva contra la canonización histórico-artística.

### 10.000 manchas feas de tinta
Las 10.000 manchas feas de tinta son un ejemplo perfecto de los principios estéticos subversivos e irónicos de Shitao. Esta obra, con una percepción única, desafía los estándares de belleza aceptados. A medida que el paisaje cuidadosamente pintado degenera en salpicaduras al estilo de Pollock, el espectador se ve obligado a reconocer que la pintura no es transparente (inmediata, en el sentido más literal, es decir, sin medios) de la forma en que pretende ser inicialmente. Por el mero hecho de ser tildados de "feos", los puntos de tinta comienzan a adquirir una especie de belleza abstracta.

### Reminiscencias de Qinhuai
Las Reminiscencias de Qinhuai son otro de los cuadros únicos de Shitao. Como muchas de las pinturas de finales de la dinastía Ming y principios de la soberanía de Manchuria, trata del lugar del hombre en la naturaleza. Sin embargo, a primera vista, el pico escarpado de este cuadro parece algo distorsionado. Lo que hace que este cuadro sea único es que parece representar la montaña inclinándose. Un monje permanece plácidamente en una barca que flota a lo largo del río Qin-Huai, mirando con admiración al gigante de piedra que hace una genuflexión. La economía del respeto que circula entre el hombre y la naturaleza se explora aquí con un estilo sofisticado que recuerda al surrealismo o al realismo mágico, y que roza el absurdo. El propio Shitao había visitado el río y la región circundante en la década de 1680, pero se desconoce si el álbum que contiene este cuadro representa lugares concretos. La propia representación es la única forma de comunicar el sentimiento de respeto mutuo que Shitao representa en este cuadro; el tema de una montaña personificada simplemente desafía cualquier cosa más sencilla. Shitao también pintó otras "reminiscencias" en este estilo, incluyendo "Reminiscencias de Nanjing", que reforzaron su legado.

## Obra
Por su talento como pintor e investigador de la teoría del arte, Shitao ocupa un lugar muy importante en la historia artística de China. Uno de los principios básicos del pensamiento de Shitao es trazo único de pincel. El estilo de Shitao revolucionó la pintura china, rompiendo con los estilos tradicionales y el estilo de la época.
Sus obras responden a títulos relacionados con la pintura de paisaje, la naturaleza y los cambios estacionales que son los temas principales de  este autor: Cabeza de col, Brotes de orquídeas, Dos flores en conversación, Ciruelo en flor, Bambú y roca, A la espera de la primavera, Arroyo en invierno, Escuchando el ruido del agua...

### Tratado de pintura del monje Calabaza- amarga.
Es el autor del Discurso acerca de la pintura del monje Calabaza- amarga. También conocido como  Tratado o Palabras sobre pintura. En él quiere trasmitir su conocimiento a otros pintores con un carácter reflexivo y poético. Aborda problemas técnicos, de aptitud espiritual y de aprendizaje. Su gran aportación es la noción del Trazo único del pincel que explica la realidad espiritual del taoísmo. No puede ser corregido y muestra la habilidad del maestro. La pintura emana del corazón.

Shitao resalta la importancia del pensamiento del "autor" como creador individual de la pintura. La expresión «pincelada única» 一畫 se refiere a "un trazo de pincel", la forma más elemental de la caligrafía y la pintura.

## Pensamiento estético
El tratado artístico de Shitao, Tratado de pintura del monje Calabaza amarga, data de comienzos del siglo XVIII, lo escribió hacia el  final de su vida. Es un escrito sobre estética del arte exclusivamente filosófico, sobre el acto de pintar en sí mismo. Este escrito presenta la actitud que ha de tener el pintor, que no es sinó la de un hogar actuando en comunión con el universo: 
"La pintura expresa la gran regla de las metamorfosis del mundo, la belleza esencial de las montañas y de los ríos en su forma y su impulso, la actividad perpètua del Creador, el influjo del Yin y Yang; mitjançant el pinzell y la tinta, la pintura capta a todas las criaturas del universo y canta en mi su alegría." 

Reminiscéncias del río Qinhuai (Museo de Arte de Cleveland).

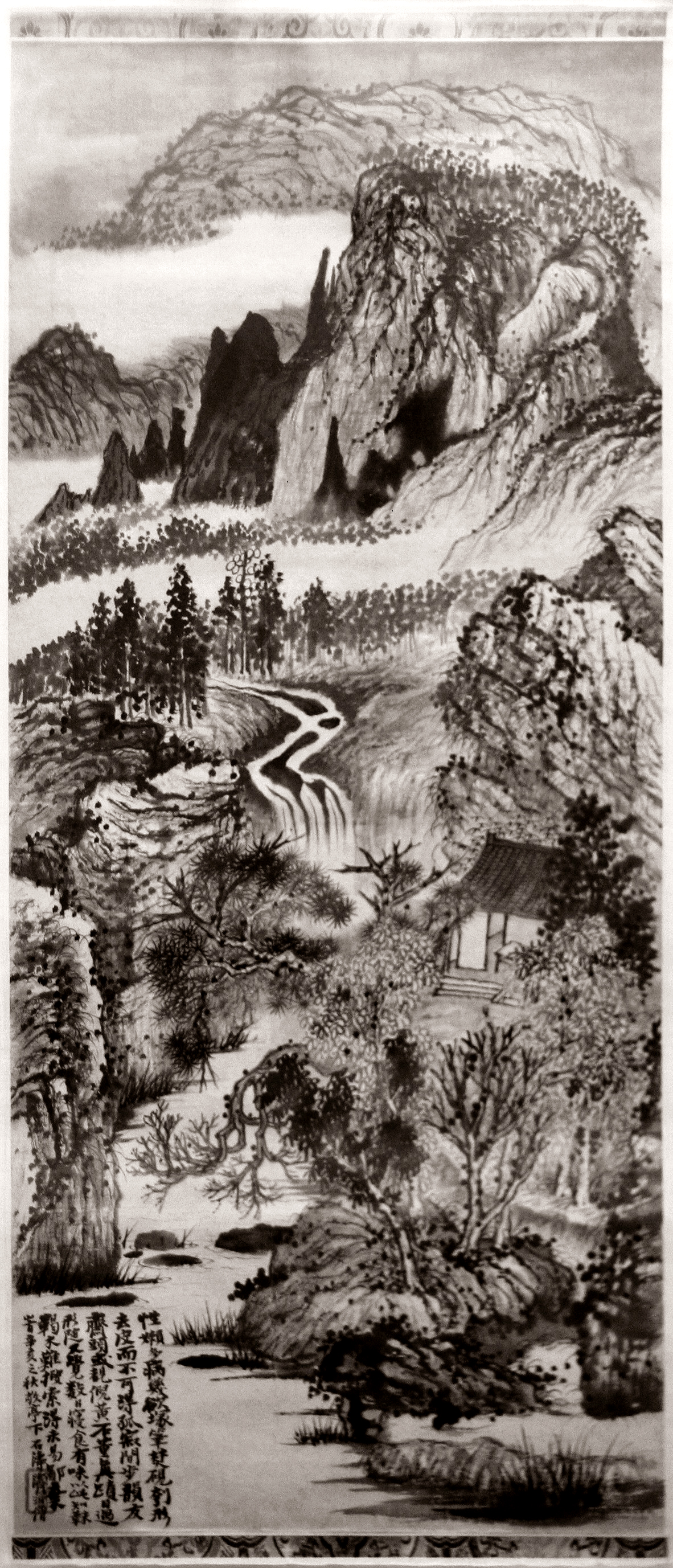
"Las montañas de Jinting al atardecer" (Museo Guimet).

Esta experiencia en solitario que tuvo Shitao en sus viajes influyó inevitablemente en su idea sobre la relación íntima del individuo con la energía natural que le rodea. En este punto cobra especial importancia el concepto de silencio, el cual se ha de entender como un espacio más vivo. Esta trobada és una base essencial per al coneixement espiritual. Cuando se produce la identificación entre el silencio de la naturaleza y el silencio interior del individuo, estos dos se elevan a un silencio cósmico, metafísico, en el que el sujeto entra en un estado de liberación en el que no tiene identificación con el "yo", ya que estos dos son "uno". El silencio y el reflejo de la esperanza son dos de las aspiraciones más populares tanto del taoísmo como del budismo. El repaso hace referencia a la contemplación sencilla y humilde, atenta a los fines y todo en lo más concreto de sus manifestaciones, se desprende de la vulgaridad del mundo material para entrar en un estado de liberación, es decir, una trascendencia de todo lo que es real. El artista es consciente de que sólo quien domina la visión y los detalles del mundo exterior puede llevar a cabo su ejecución, que se convierte en proyección del mundo interior del artista.  De una banda, en el caso del budismo, con el pensamiento se consigue la negación del ego y, de otra banda, desde el prisma budista, se consigue el olvido del ego. En este repaso se encuentra la no acción ("Wu wei"), la renuncia a todos los artificios y, por tanto, a la trobada con el buit. Tanto el budismo como el taoísmo aceptan que todo está en un perpetuo proceso de transformación por lo que no se debe interferir en el desarrollo espontáneo ("Tzu- jan") de la naturaleza, sino incluirse en él y participar de su fluidez. La contemplación del mateix permite al cercador espiritual participar de este ritmo natural. La obra pictórica es el reflejo de una visión única del mundo, una manera trascendente de concebir la realidad y la espiritualidad del paisaje. Sense la pràctica de la contemplació seria imposible aquesta concepció.
El ideal de la pintura xinesa se constituye a partir de una relación dialéctica entre el hogar y el universo, en el sentido de que la naturaleza revela al hogar su poesía natural, permitiéndole superarse, y el hogar, a su vez, al realizarse, permite que la naturaleza también se haga realidad con ella. Para Shitao, la realización de esta "naturalidad" (xing) está íntimamente ligada a la práctica de la pintura. La simbolización de los elementos de la naturalidad, funciona, según el pensamiento xinés, como un espejo propio del hogar, permitiéndole a su vez un acostumbramiento a aquello que constituye su misterio. La pintura xinesa es conforma així com a expressió de l'ànima
Lo que garantiza ante todo la unión entre el hombre y el universo es que el hombre es un ser hecho de aliento y de espíritus, y con esto del vacío. El concepto de vacío es fundamental para comprender esta teoría estética. La filosofía estética china se basa principalmente en dao originario, que se concibe como el vacío original de donde emana el u, que es el alè primordial. Esto genera los dos alientos vitales que son el yin y el yang. El yang, con una fuerza activa, y el yin, con una suavidad receptiva, contienen con su interacción los múltiples alientos vitales que animan a su alrededor como mil estrellas del mundo. El buit es, por tanto, necesario para el funcionamiento armónico del yin-yang. La cosmogonía china como vemos está dominada por el vaivén entre buit y plenitud, y por la interacción, en el si del placer, de los dos polos complementarios yin y yang. El buit no es, como podría suponerse, una cosa inexistente, sino un elemento dinámico y activo que consigue enlazar el mundo invisible con el visible. Es el lugar en el que las gracias a la interacción de los diferentes elementos, se convierten en un proceso de interiorización y de transformación mediante el cual cada cosa realiza su identidad y su alteridad, y con ello su propia totalidad, su plenitud. Se entiende mejor cuando, en el orden de lo real, el vacío tiene una representación concreta: el valle. Éste está aparentemente vacío, pero hace crecer y nutre todas las cosas. El agua, de otra banda, está ligada a esta imagen de la valle y es igual que los demás, aparentemente inconsistente, pero se están haciendo para todo el lugar. Como vemos "el placer" constituye lo visible de la estructura, pero el vacío estructura lo demás. La pintura china es, en este sentido, una filosofía en acción, porque su objetivo es la realización total del hogar, incluida su parte más inconsciente.
El taoísmo y el budismo funcionan con un encuadre de la pintura espiritual de Shitao. La versatilidad del pintor la capacita para realizar los grandes paisajes taoístas con generosas imágenes naturales, así como la representación de pequeños motivos más sencillos propios del chan. Taoístas y budistas consiguen con la pintura la capacidad de trascender y ofrecen la posibilidad de participar de la experiencia a aquellos que contemplan su obra y que son capaces de entrar en estado de meditación a partir de ella. Las pequeñas cosas como son los árboles, las cajas y las muntanyes, quedan compensadas con el espacio pero que ocupa el cel, lo intangible. De esta manera la composición es estable en su contraste arriba/abajo y mantiene la energía producida por la acción de los contrarios.